# グラフェン電界効果トランジスタ
グラフェン電界効果トランジスタ（グラフェンでんかいこうかトランジスタ、Graphene Field effect transistor, G-FET）は、グラフェンを用いた電界効果トランジスタである。

## 概要
構造は通常の電界効果トランジスタと似ているがグラフェンをドレイン・ソース間に流れる電流が通過する領域(チャネル)として利用する。グラフェンのキャリア移動度は室温下で従来の半導体のシリコンの約100倍の200,000 cm2/Vs以上で高速で切り替えが可能。

## 用途
高周波スイッチング素子や増幅素子としてだけでなく、センサーの探針としての用途も想定される。